# Cotoneaster laxiflorus
Cotoneaster laxiflorus — вид квіткових рослин родини розові (Rosaceae), поширений у Європі (у т.ч. Україні) й голарктичній Азії.

## Опис
Чагарник 1–2 м заввишки. Кора червонувата, пізніше сіро-коричнева. Пагони коричнево-зелені, волохаті, пізніше червоно-коричневі, блискучі. Листки розміром 30–55 × 20–40 мм, широко яйцеподібні тупокінцеві цілокраї, верхня частина темно-зелена. Пелюстки білі, пізніше рожеві. Плід ≈ 10 мм, круглої форми яблуко, коли зрілі від синього до темно-фіолетового (і до чорного) забарвлення, зазвичай містить три насінини 4–6 мм завдовжки.

## Поширення
Поширений у Європі (у т. ч. Україні) й голарктичній Азії; також культивується.